# Svartbygge
Svartbygge är en populär term för byggnad eller tillbyggnad som uppförts olovligt, utan bygglov. Byggnadsnämnden kan förelägga ägaren att riva det byggda, vid hot om vite. Byggnadsnämnden kan också låta riva det olovligt byggda på ägarens bekostnad. Den som byggt (och även andra) kan åläggas att betala byggsanktionsavgifter som kan vara flera gånger de normala avgifterna för bygglov.